# Gran Premio motociclistico di Germania 2003
Il Gran Premio motociclistico di Germania 2003 corso il 27 luglio, è stato il nono Gran Premio della stagione 2003 e ha visto vincere: la Honda di Sete Gibernau in MotoGP, Roberto Rolfo nella classe 250 e Stefano Perugini nella classe 125.
Per il pilota italiano Rolfo si è trattato della prima vittoria nel motomondiale.

## MotoGP

### Arrivati al traguardo
| Pos. | Nº | Pilota            | Squadra                   | Motocicletta       | Giri | Tempo     | Griglia | Punti |
| ---- | -- | ----------------- | ------------------------- | ------------------ | ---- | --------- | ------- | ----- |
| 1º   | 15 | Sete Gibernau     | Telefónica Movistar Honda | Honda RC211V       | 30   | 42:41.180 | 5       | 25    |
| 2º   | 46 | Valentino Rossi   | Repsol Honda              | Honda RC211V       | 30   | +0.060    | 4       | 20    |
| 3º   | 12 | Troy Bayliss      | Ducati Marlboro           | Ducati Desmosedici | 30   | +13.207   | 6       | 16    |
| 4º   | 65 | Loris Capirossi   | Ducati Marlboro           | Ducati Desmosedici | 30   | +16.521   | 3       | 13    |
| 5º   | 69 | Nicky Hayden      | Repsol Honda              | Honda RC211V       | 30   | +16.563   | 15      | 11    |
| 6º   | 11 | Tōru Ukawa        | Camel Pramac Pons         | Honda RC211V       | 30   | +18.743   | 8       | 10    |
| 7º   | 56 | Shin'ya Nakano    | d'Antín Yamaha            | Yamaha YZR-M1      | 30   | +18.885   | 10      | 9     |
| 8º   | 7  | Carlos Checa      | Fortuna Yamaha            | Yamaha YZR-M1      | 30   | +26.165   | 7       | 8     |
| 9º   | 19 | Olivier Jacque    | Gauloises Yamaha          | Yamaha YZR-M1      | 30   | +28.281   | 18      | 7     |
| 10º  | 17 | Norick Abe        | Yamaha Racing             | Yamaha YZR-M1      | 30   | +29.159   | 16      | 6     |
| 11º  | 9  | Nobuatsu Aoki     | Proton Team KR            | Proton KR5         | 30   | +29.316   | 9       | 5     |
| 12º  | 99 | Jeremy McWilliams | Proton Team KR            | Proton KR5         | 30   | +30.427   | 2       | 4     |
| 13º  | 6  | Makoto Tamada     | Pramac Honda              | Honda RC211V       | 30   | +49.580   | 19      | 3     |
| 14º  | 45 | Colin Edwards     | Alice Aprilia Racing      | Aprilia RS Cube    | 30   | +53.444   | 13      | 2     |
| 15º  | 10 | Kenny Roberts Jr  | Suzuki Grand Prix         | Suzuki GSV-R       | 30   | +57.512   | 14      | 1     |
| 16º  | 8  | Garry McCoy       | Kawasaki Racing           | Kawasaki ZX-RR     | 30   | +59.580   | 20      |       |
| 17º  | 66 | Alex Hofmann      | Kawasaki Racing           | Kawasaki ZX-RR     | 30   | +1:05.240 | 21      |       |
| 18º  | 23 | Ryūichi Kiyonari  | Telefónica Movistar Honda | Honda RC211V       | 30   | +1:05.348 | 23      |       |
| 19º  | 88 | Andrew Pitt       | Kawasaki Racing           | Kawasaki ZX-RR     | 29   | +1 giro   | 24      |       |
| 20º  | 52 | David de Gea      | WCM                       | Sabre V4           | 29   | +1 giro   | 25      |       |

### Ritirati
| Nº | Pilota         | Squadra              | Motocicletta     | Giri | Griglia |
| -- | -------------- | -------------------- | ---------------- | ---- | ------- |
| 33 | Marco Melandri | Fortuna Yamaha       | Yamaha YZR-M1    | 23   | 12      |
| 21 | John Hopkins   | Suzuki Grand Prix    | Suzuki GSV-R     | 23   | 22      |
| 4  | Alex Barros    | Gauloises Yamaha     | Yamaha YZR-M1    | 15   | 11      |
| 3  | Max Biaggi     | Camel Pramac Pons    | Honda RC211V     | 13   | 1       |
| 41 | Noriyuki Haga  | Alice Aprilia Racing | Aprilia RS3 Cube | 7    | 17      |

### Non qualificato
| Nº | Pilota      | Squadra | Motocicletta |
| -- | ----------- | ------- | ------------ |
| 35 | Chris Burns | WCM     | ROC Yamaha   |

## Classe 250

### Arrivati al traguardo
| Pos. | Nº | Pilota          | Squadra                       | Motocicletta | Giri | Tempo     | Griglia | Punti |
| ---- | -- | --------------- | ----------------------------- | ------------ | ---- | --------- | ------- | ----- |
| 1º   | 3  | Roberto Rolfo   | Fortuna Honda                 | Honda        | 29   | 42:06.199 | 2       | 25    |
| 2º   | 10 | Fonsi Nieto     | Repsol Telefonica Movistar    | Aprilia      | 29   | +0.150    | 4       | 20    |
| 3º   | 7  | Randy de Puniet | Safilo Oxydo-LCR              | Aprilia      | 29   | +0.287    | 5       | 16    |
| 4º   | 5  | Sebastián Porto | Telefonica Movistar jnr       | Honda        | 29   | +5.305    | 1       | 13    |
| 5º   | 21 | Franco Battaini | Campetella Racing             | Aprilia      | 29   | +13.097   | 3       | 11    |
| 6º   | 14 | Anthony West    | Zoppini Abruzzo               | Aprilia      | 29   | +18.289   | 10      | 10    |
| 7º   | 24 | Toni Elías      | Repsol Telefonica Movistar    | Aprilia      | 24   | +20.881   | 9       | 9     |
| 8º   | 54 | Manuel Poggiali | MS Aprilia                    | Aprilia      | 29   | +20.927   | 6       | 8     |
| 9º   | 6  | Alex Debón      | Troll Honda BQR               | Honda        | 29   | +45.171   | 13      | 7     |
| 10º  | 26 | Alex Baldolini  | Matteoni Racing               | Aprilia      | 29   | +48.701   | 12      | 6     |
| 11º  | 28 | Dirk Heidolf    | Aprilia Germany               | Aprilia      | 29   | +57.078   | 18      | 5     |
| 12º  | 57 | Chaz Davies     | Aprilia Germany               | Aprilia      | 29   | +57.268   | 17      | 4     |
| 13º  | 96 | Jakub Smrž      | Elit Grand Prix               | Honda        | 29   | +57.459   | 19      | 3     |
| 14º  | 36 | Erwan Nigon     | Equipe de France - Scrab GP   | Aprilia      | 29   | +1:17.467 | 14      | 2     |
| 15º  | 62 | Max Neukirchner | Neukirchner R.T. Adac Sachsen | Honda        | 29   | +1:29.139 | 22      | 1     |
| 16º  | 52 | Lukáš Pešek     | Yamaha Kurz                   | Yamaha       | 29   | +1:29.338 | 23      |       |
| 17º  | 11 | Joan Olivé      | Aspar Junior                  | Aprilia      | 28   | +1 giro   | 11      |       |
| 18º  | 98 | Katja Poensgen  | Dark Dog Molenaar             | Honda        | 28   | +1 giro   | 29      |       |
| 19º  | 66 | Vesa Kallio     | Raistila Racing               | Yamaha       | 28   | +1 giro   | 27      |       |

### Ritirati
| Nº | Pilota                | Squadra                     | Motocicletta | Giri | Griglia |
| -- | --------------------- | --------------------------- | ------------ | ---- | ------- |
| 63 | Tomas Palander        | Bernd Hermann Racing        | Honda        | 28   | 25      |
| 18 | Henk van den Lagemaat | Dark Dog Molenaar           | Honda        | 27   | 26      |
| 65 | Norman Rank           | MSC Schleizer Drejeck       | Honda        | 25   | 28      |
| 34 | Eric Bataille         | Troll Honda BQR             | Honda        | 24   | 21      |
| 50 | Sylvain Guintoli      | Campetella Racing           | Aprilia      | 21   | 8       |
| 16 | Johan Stigefelt       | Zoppini Abruzzo             | Aprilia      | 9    | 20      |
| 9  | Hugo Marchand         | Equipe de France - Scrab GP | Aprilia      | 3    | 16      |
| 15 | Christian Gemmel      | Kiefer Castrol-Honda Racing | Honda        | 0    | 24      |
| 33 | Héctor Faubel         | Aspar Junior                | Aprilia      | 0    | 15      |
| 8  | Naoki Matsudo         | Yamaha Kurz                 | Yamaha       | 0    | 7       |

### Non qualificato
| Nº | Pilota      | Squadra                   | Motocicletta |
| -- | ----------- | ------------------------- | ------------ |
| 64 | Nico Kehrer | KR-EATIV de Kehrer Racing | Honda        |

## Classe 125

### Arrivati al traguardo
| Pos. | Nº | Pilota            | Squadra                   | Motocicletta | Giri | Tempo     | Griglia | Punti |
| ---- | -- | ----------------- | ------------------------- | ------------ | ---- | --------- | ------- | ----- |
| 1º   | 7  | Stefano Perugini  | Abruzzo Racing            | Aprilia      | 27   | 40:11.124 | 1       | 25    |
| 2º   | 27 | Casey Stoner      | Safilo Oxydo-LCR          | Aprilia      | 27   | +0.212    | 5       | 20    |
| 3º   | 15 | Alex De Angelis   | Globet.com Racing         | Aprilia      | 27   | +0.375    | 2       | 16    |
| 4º   | 3  | Daniel Pedrosa    | Telefonica Movistar jnr   | Honda        | 27   | +0.774    | 7       | 13    |
| 5º   | 22 | Pablo Nieto       | Master-MXOnda-Aspar       | Aprilia      | 27   | +5.877    | 13      | 11    |
| 6º   | 79 | Gábor Talmácsi    | Exalt Cycle Red Devil     | Aprilia      | 27   | +11.791   | 17      | 10    |
| 7º   | 34 | Andrea Dovizioso  | Team Scot                 | Honda        | 27   | +12.070   | 6       | 9     |
| 8º   | 4  | Lucio Cecchinello | Safilo Oxydo-LCR          | Aprilia      | 27   | +12.212   | 4       | 8     |
| 9º   | 24 | Simone Corsi      | Team Scot                 | Honda        | 27   | +12.645   | 10      | 7     |
| 10º  | 36 | Mika Kallio       | Ajo Motorsports           | Honda        | 27   | +16.369   | 12      | 6     |
| 11º  | 6  | Mirko Giansanti   | Matteoni Racing           | Aprilia      | 27   | +16.370   | 11      | 5     |
| 12º  | 58 | Marco Simoncelli  | Matteoni Racing           | Aprilia      | 27   | +16.825   | 20      | 4     |
| 13º  | 42 | Gioele Pellino    | Sterilgarda Racing        | Aprilia      | 27   | +21.622   | 16      | 3     |
| 14º  | 80 | Héctor Barberá    | Master-MXOnda-Aspar       | Aprilia      | 27   | +27.161   | 3       | 2     |
| 15º  | 32 | Fabrizio Lai      | Semprucci Angaia Malaguti | Malaguti     | 27   | +41.028   | 18      | 1     |
| 16º  | 88 | Robbin Harms      | Seedorf Racing            | Aprilia      | 27   | +45.131   | 21      |       |
| 17º  | 23 | Gino Borsoi       | Globet.com Racing         | Aprilia      | 27   | +45.377   | 8       |       |
| 18º  | 10 | Roberto Locatelli | KTM-Red Bull              | KTM          | 27   | +54.576   | 22      |       |
| 19º  | 90 | Dario Giuseppetti | Adac Berlin               | Honda        | 27   | +55.177   | 30      |       |
| 20º  | 31 | Julián Simón      | Semprucci Angaia Malaguti | Malaguti     | 27   | +1:11.657 | 26      |       |
| 21º  | 48 | Jorge Lorenzo     | Caja Madrid Derbi Racing  | Derbi        | 27   | +1:22.753 | 19      |       |
| 22º  | 78 | Peter Lenart      | Metasystem Racing Service | Honda        | 27   | +1:36.455 | 38      |       |
| 23º  | 21 | Leon Camier       | Metasystem Racing Service | Honda        | 26   | +1 giro   | 37      |       |

### Ritirati
| Nº | Pilota          | Squadra                            | Motocicletta | Giri | Griglia |
| -- | --------------- | ---------------------------------- | ------------ | ---- | ------- |
| 19 | Álvaro Bautista | Seedorf Racing                     | Aprilia      | 25   | 23      |
| 12 | Thomas Lüthi    | Elit Grand Prix                    | Honda        | 25   | 15      |
| 41 | Yōichi Ui       | Sterilgarda Racing                 | Aprilia      | 23   | 14      |
| 54 | Patrick Unger   | Adac Sachsenring jnr Racing School | Honda        | 18   | 36      |
| 17 | Steve Jenkner   | Exalt Cycle Red Devil              | Aprilia      | 17   | 9       |
| 8  | Masao Azuma     | Ajo Motorsports                    | Honda        | 14   | 33      |
| 52 | Jarno Müller    | RZT Repsol Racing                  | Honda        | 14   | 35      |
| 91 | Jascha Buch     | OMV-Team Hanusch                   | Honda        | 12   | 31      |
| 33 | Stefano Bianco  | Metis Gilera Racing                | Gilera       | 11   | 34      |
| 1  | Arnaud Vincent  | KTM-Red Bull                       | KTM          | 9    | 24      |
| 53 | Manuel Mickan   | Adac Sachsen e.V.                  | Honda        | 7    | 28      |
| 26 | Emilio Alzamora | Caja Madrid Derbi Racing           | Derbi        | 7    | 29      |
| 63 | Mike Di Meglio  | Freesoul Racing                    | Aprilia      | 2    | 32      |
| 25 | Imre Tóth       | Team Hungary                       | Honda        | 2    | 27      |

### Non partito
| Nº | Pilota        | Squadra        | Motocicletta | Griglia |
| -- | ------------- | -------------- | ------------ | ------- |
| 11 | Max Sabbatani | Abruzzo Racing | Aprilia      | 25      |